# Pandora wardiana
Pandora wardiana är en musselart som beskrevs av Arthur Adams 1859. Pandora wardiana ingår i släktet Pandora och familjen Pandoridae. Inga underarter finns listade i Catalogue of Life.